# Fleurine
Fleurine (* 3. April 1969 in Utrecht als Fleurine Elizabeth Verloop) ist eine niederländische Jazz-Sängerin.

## Wirken
Fleurine studierte vier Jahre am Amsterdamer Konservatorium. Danach ging sie 1993 nach New York und wechselt seitdem regelmäßig zwischen Europa und den USA. Neben Englisch singt sie auch auf Portugiesisch und Französisch. Auf ihrem Debütalbum „Meant to be !“ (Bluemusic 1996), auf dem sie vom Trompeter Tom Harrell, dem Gitarristen Jesse van Ruller, dem Saxophonisten Ralph Moore, der Pianistin Renee Rosnes, Christian McBride am Bass und Billy Drummond am Schlagzeug begleitet wird, interpretierte sie neben Standards Kompositionen von Jazzmusikern wie Joshua Redman, Tom Harrell, Thelonious Monk und Kenny Dorham mit eigenen Texten. Das Album verschaffte ihr einen Durchbruch und sie trat seitdem auf vielen internationalen Festivals wie dem North Sea Jazz Festival (zuerst 1994), Umbria Jazz, dem Montreal Jazz Festival und dem von Istanbul auf. Ab 1997 produzierte sie auch, zuerst das Debütalbum von Jesse van Ruller „European Quintett“. 1996 trat sie mit dem Quartett von Roy Hargrove auf dem Jazzfestival von Havanna auf Kuba auf und tourte mit der „T.S.Monk Band“ in Kanada. 1997 hörte sie Brad Mehldau auf dem North Sea Jazz Festival und lud ihn zu gemeinsamen Auftritten im Village Vanguard ein. Daraus erwuchs eine langjährige Zusammenarbeit. 2000 erschien ihr gemeinsames Album „Close enough for love“ bei EmArcy/Universal (aufgenommen 1999, neu bei EmArcy/Universal 2000), in dem Mehldau Kompositionen (und Streicher-Arrangements) beisteuerte, das aber auch Kompositionen von Pat Metheny, Antônio Carlos Jobim und eine von Fleurine selbst enthielt und außerdem Jimi Hendrix und Supertramp-Klassiker verjazzte. Es folgte eine Tour mit Mehldau in Europa und Südamerika. Auf ihrem Album „Fire“ von 2002 wurden ebenfalls Popsongs (von den „Pretenders“, Peter Frampton, Bruce Springsteen, Paul Simon u. a.), aber auch klassische Musik von Gabriel Fauré und brasilianische Musik etwa von Jobim interpretiert. Neben Brad Mehldau spielen der Gitarrist Peter Bernstein, der Saxophonist Seamus Blake, der Schlagzeuger Jeff Ballard und der Akkordeonspieler Gil Goldstein mit.
Fleurine spielte auch u. a. mit dem Metropole Orkest, Pim Jacobs, Ack van Rooyen, John Engels, Rita Reys, Tineke Postma und Al Foster.
Fleurine ist seit 2021 Präsidentin des niederländischen Berufsverbands für improvisierende Musiker (BIM).